# ژونگ شوئچون
ژونگ شوئچون (انگلیسی: Zhong Xuechun؛ زادهٔ ۱۸ ژانویهٔ ۱۹۹۴) کشتی‌گیر زن اهل چین است. وی در بازی‌های المپیک تابستانی ۲۰۱۶ شرکت کرده‌است.